# Heliport Monako
Heliport Monako – heliport zlokalizowany w Monako, w dzielnicy Fontvieille.

## Linie lotnicze i połączenia
| Linia Lotnicza  | Kierunek |
| --------------- | -------- |
| Heli Air Monaco | 1. Nicea |
| Monacair        | 1. Nicea |